# Moschea Achmat Kadyrov
La moschea Akhmad Kadyrov (in russo Мечеть Ахмата Кадырова?, Mechet Akhmata Kadyrova, in ceceno: Кадыров Ахьмадан цӀарах дина маьждиг) è ubicata a Groznyj, la capitale della Cecenia, ed è una delle più grandi moschee presenti in Russia. È conosciuta anche con il nome di "Il Cuore della Cecenia".
La moschea prende il nome dal gran muftī Achmat Kadyrov che, insieme all'allora sindaco di Konya Halil Ürün, ne decise la costruzione. Il design della moschea, che ha 4 minareti alti 62 metri, è ispirato a quello della Moschea Blu di Istanbul. La moschea ha una capienza di più di 10.000 fedeli e il complesso comprende anche una madrasa, una libreria islamica e una casa per gli studenti raggruppate intorno ad un giardino.
Il 16 ottobre 2008 la moschea è stata aperta ufficialmente con una cerimonia in cui partecipò il presidente ceceno Ramzan Kadyrov. Il primo ministro russo Vladimir Putin visitò l'edificio il giorno precedente.